# Bodysurfing

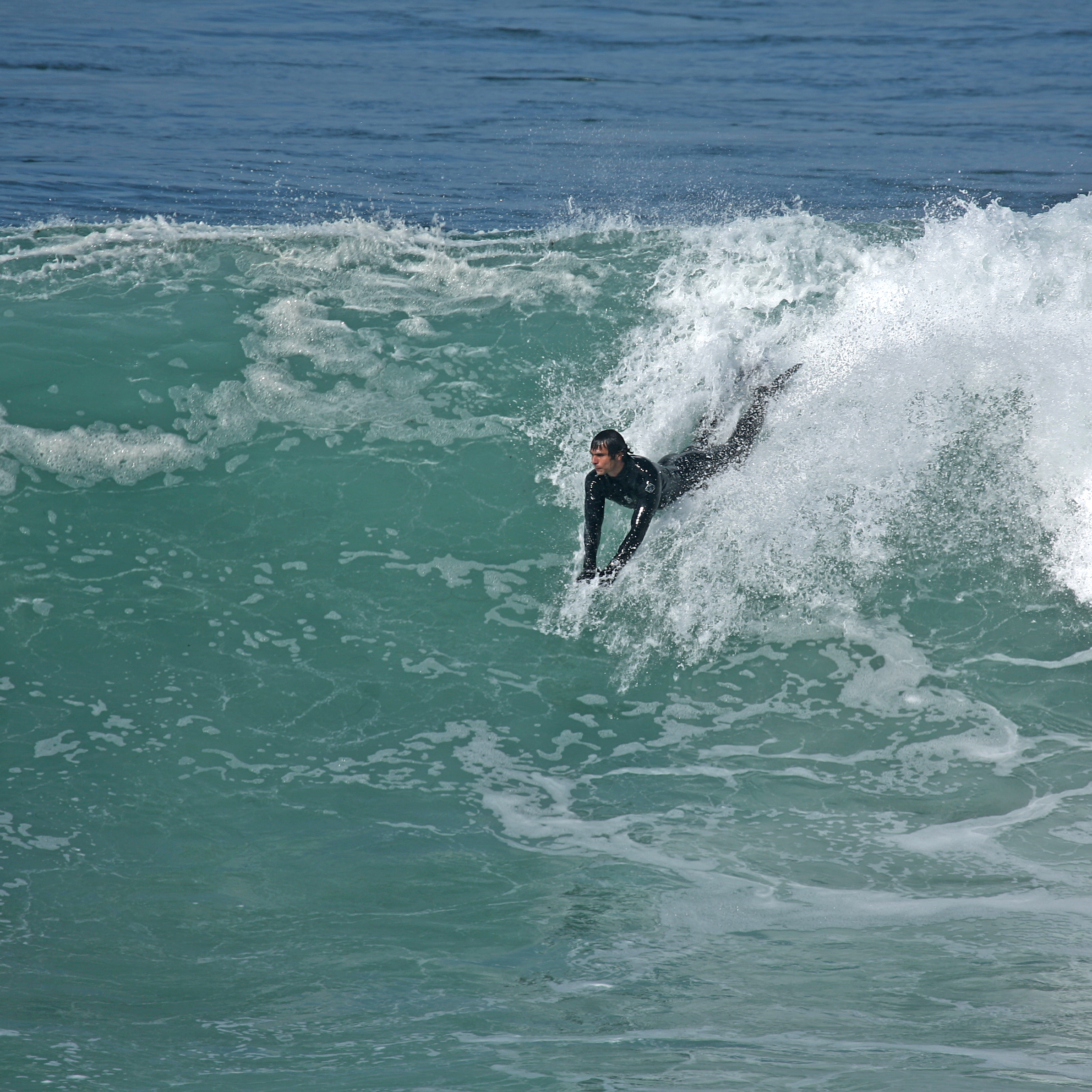
Bodysurfing în San Diego, California

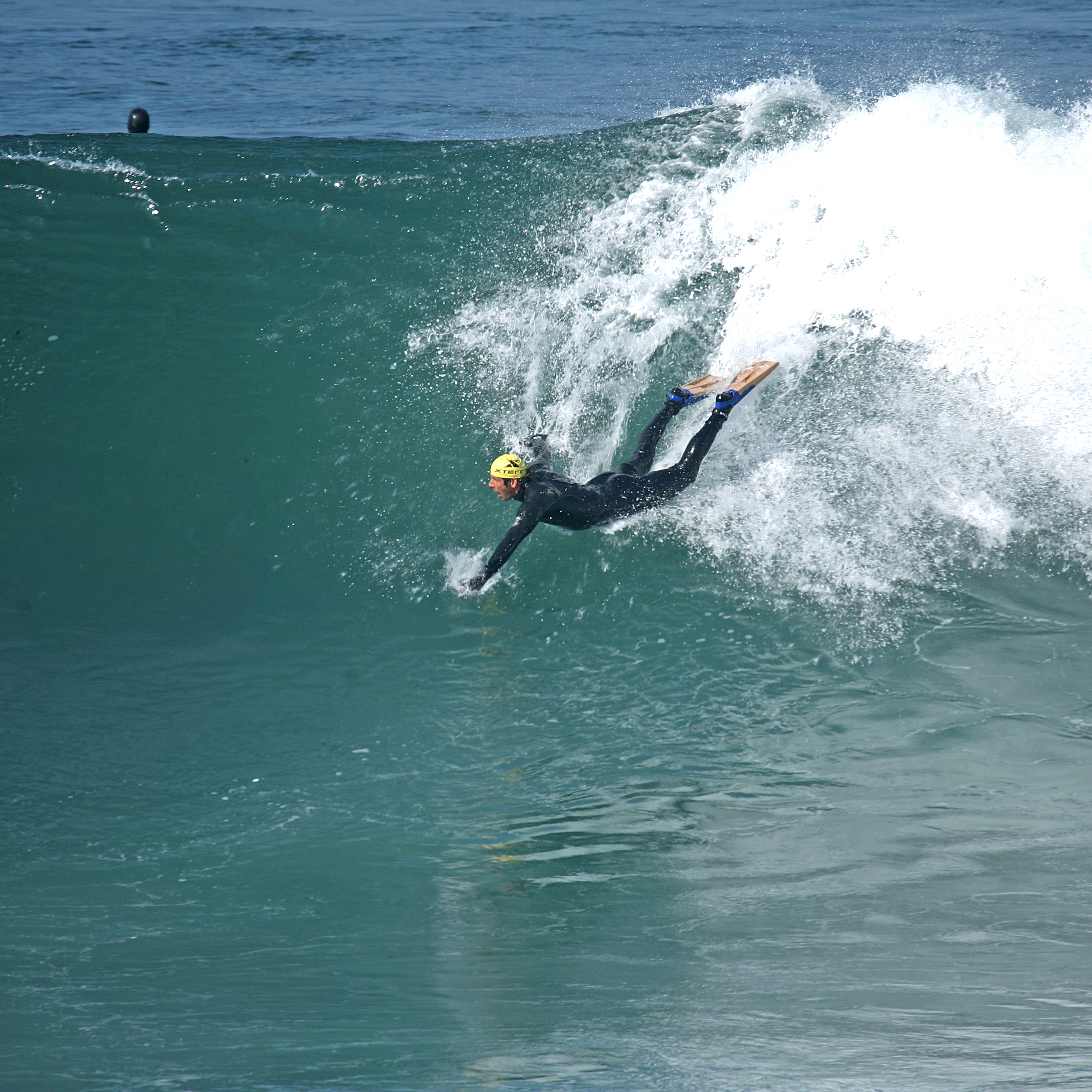
Bodysurfing în San Diego, California

Bodysurfing este o formă de surf fără placă. Un bodysurfer înoată spre val și își folosește corpul și mâinile pentru a pluti înapoi  până la țărm.

## Biblografie
- Sporturi și jocuri, Ed. Litera, 2008, ISBN: 978-973-675-479-1